# Ineke Kooiman-van Homoet
Ineke Kooiman-van Homoet (Alblasserdam, 13 november 1953) is een wielrenster en schaatsster op het langebaanschaatsen en het marathonschaatsen uit Nederland. 
In 1982 schaatste ze een nieuw werelduurrecord en in 1984 een nieuw wereldrecord op de 10.000 meter. Verder won ze meerdere malen het NK marathonschaatsen op kunstijs en in 1985 voltooide ze als derde vrouw de Elfstedentocht van dat jaar.
Kooiman-van Homoet is de vrouw van Jan Kooiman en de moeder van Erik Jan Kooiman en een andere zoon.

## Resultaten

### Wereldrecords
| Afstand      | Tijd            | Datum         | Plaats   |
| ------------ | --------------- | ------------- | -------- |
| 10.000 meter | 16.56,8         | 16 maart 1984 | Haarlem  |
| Uurrecord    | 33.837,71 meter | 7 maart 1982  | Den Haag |

### Europees kampioenschappen langebaanschaatsen
| Jaar | Plaats     | Resultaten   |
| ---- | ---------- | ------------ |
| 1983 | Heerenveen | 14e Allround |

### Nederlands kampioenschappen wielrennen
| Jaar | Plaats |
| ---- | ------ |
| 1971 | 24e    |
| 1972 | 18e    |
| 1973 | 10e    |

### Nederlands kampioenschappen langebaanschaatsen
| Jaar | Allround |
| ---- | -------- |
| 1976 | 12e      |
| 1978 | 8e       |
| 1979 | 6e       |
| 1980 | 7e       |
| 1981 | 16e      |
| 1982 | 8e       |
| 1983 | 4e       |
| 1984 | 7e       |

### Nederlands kampioenschappen marathonschaatsen (kunstijs)
| Jaar | Plaats |
| ---- | ------ |
| 1976 | Brons  |
| 1978 | Zilver |
| 1979 | Goud   |
| 1980 | 4e     |
| 1981 | Zilver |
| 1982 | Goud   |
| 1984 | Goud   |
| 1987 | 9e     |

## Persoonlijke records schaatsen
| Afstand      | Tijd     | Datum            | Baan    |
| ------------ | -------- | ---------------- | ------- |
| 500 meter    | 44,40    | 11 februari 1983 | Inzell  |
| 1000 meter   | 1.28,05  | 7 maart 1983     | Inzell  |
| 1500 meter   | 2.13,24  | 11 februari 1983 | Inzell  |
| 3000 meter   | 4.38,60  | 11 februari 1983 | Inzell  |
| 5000 meter   | 7.57,00  | 3 maart 1983     | Inzell  |
| 10.000 meter | 16.56,80 | 16 maart 1984    | Haarlem |